# ももクロ春の一大事2017 in 富士見市 〜笑顔のチカラ つなげるオモイ〜
『ももクロ春の一大事2017 in 富士見市 〜笑顔のチカラ つなげるオモイ〜』（ももクロはるのいちだいじ にせんじゅうなな イン ふじみし 〜えがおのチカラ つなげるオモイ〜）は、2017年4月8日と9日に埼玉県富士見市で開催されたライブ。
Blu-ray & DVDとして2日分を全て収録したものが発売されている。

## 概要
埼玉県富士見市にとって市制施行45周年の節目の年であり、メンバーの有安杏果が同市出身でPR大使を務めていることから実現したライブ。ももいろクローバーZにとって、単独の自治体とは初のコラボとなった。田畑の真ん中にある同市の「第2運動公園」で開催したにもかかわらず、両日でのべ4万5178人が来場。市にとっての“一大事”となった。また、全国57カ所で催されたライブビューイングには1万1500人が来場した。
東日本大震災復興の思いも込めて、富士見市と災害時相互支援協定を結んでおいる宮城県東松島市から、大曲浜獅子舞保存会が参加。幕間で獅子舞パフォーマンスを披露した。
2日間で275名の地元小学生たちがステージで合唱を披露（1日目には富士見市立南畑小学校、市立みずほ台小学校、市立鶴瀬小学校に加え、東松島市の小学校の子どもたちが、2日目には富士見市立鶴瀬小学校、市立ふじみ野小学校、市立勝瀬小学校の子どもたちが登場）。ももいろクローバーZのメンバーとも「青春賦」を合唱した。
元JUDY AND MARYのTAKUYAが、バックバンドの１人としてサプライズ参加し、ギター演奏を担当したことでも話題となった。

## DAY1
富士見市長の星野光弘、前同市長の星野信吾、及び宮城県東松島市長の阿部秀保が開会宣言を行った。終演後、埼玉新聞が会場や最寄り駅で記念号外を配布した。

### セットリスト
1. words of the mind 〜brandnew journey〜
2. ゴリラパンチ
3. 行くぜっ!怪盗少女
4. DECORATION
5. ザ･ゴールデン･ヒストリー
6. マホロバケーション
7. D'の純情
8. サボテンとリボン
9. 全力少女
10. WE ARE BORN
11. 青春賦
12. サラバ、愛しき悲しみたちよ
13. 5 The POWER
14. ｢Z｣の誓い
15. デモンストレーション
16. Chai Maxx
17. 走れ!
18. コノウタ
19. 行く春来る春
20. LinkLink
21. 仮想ディストピア（アンコール）
22. ツヨクツヨク（アンコール）
23. 希望の向こうへ（アンコール）
24. あの空へ向かって（アンコール）

## DAY2
この日は全国の映画館でライブビューイングが行われた（詳細は#ライブビューイングを参照）。終盤には松崎しげるがサプライズ登場し、「愛のメモリー」に乗せて夏のライブ開催を発表した。

### セットリスト
1. カントリーローズ-時の旅人-
2. ツヨクツヨク
3. ゴリラパンチ
4. 猛烈宇宙交響曲・第七楽章「無限の愛」
5. DNA狂詩曲
6. 行く春来る春
7. マホロバケーション
8. 桃色空
9. いつか君が
10. 黒い週末
11. 青春賦
12. WE ARE BORN
13. 堂々平和宣言
14. PUSH
15. 希望の向こうへ
16. Chai Maxx
17. 愛を継ぐもの
18. 走れ！
19. Link Link
20. Guns N'Diamond
21. DECORATION（アンコール）
22. 行くぜっ！怪盗少女（アンコール）
23. 灰とダイヤモンド（アンコール）
24. あの空へ向かって（アンコール）

## サポートメンバー
- 宗本康兵 - バンドマスター・キーボード
- 村石雅行 - ドラムス
- 浜崎賢太 -  ベース
- 福長雅夫 - パーカッション
- TAKUYA（元JUDY AND MARY） - ギター
- 佐藤大剛 - ギター
- 朝倉真司 - パーカッション
- 清水俊也 - キーボード
- 竹上良成 - サクソフォン
- 小澤篤士 - トランペット
- 半田信英 - トロンボーン
- 加藤いづみ - コーラス
- marron - コーラス

## 特記事項

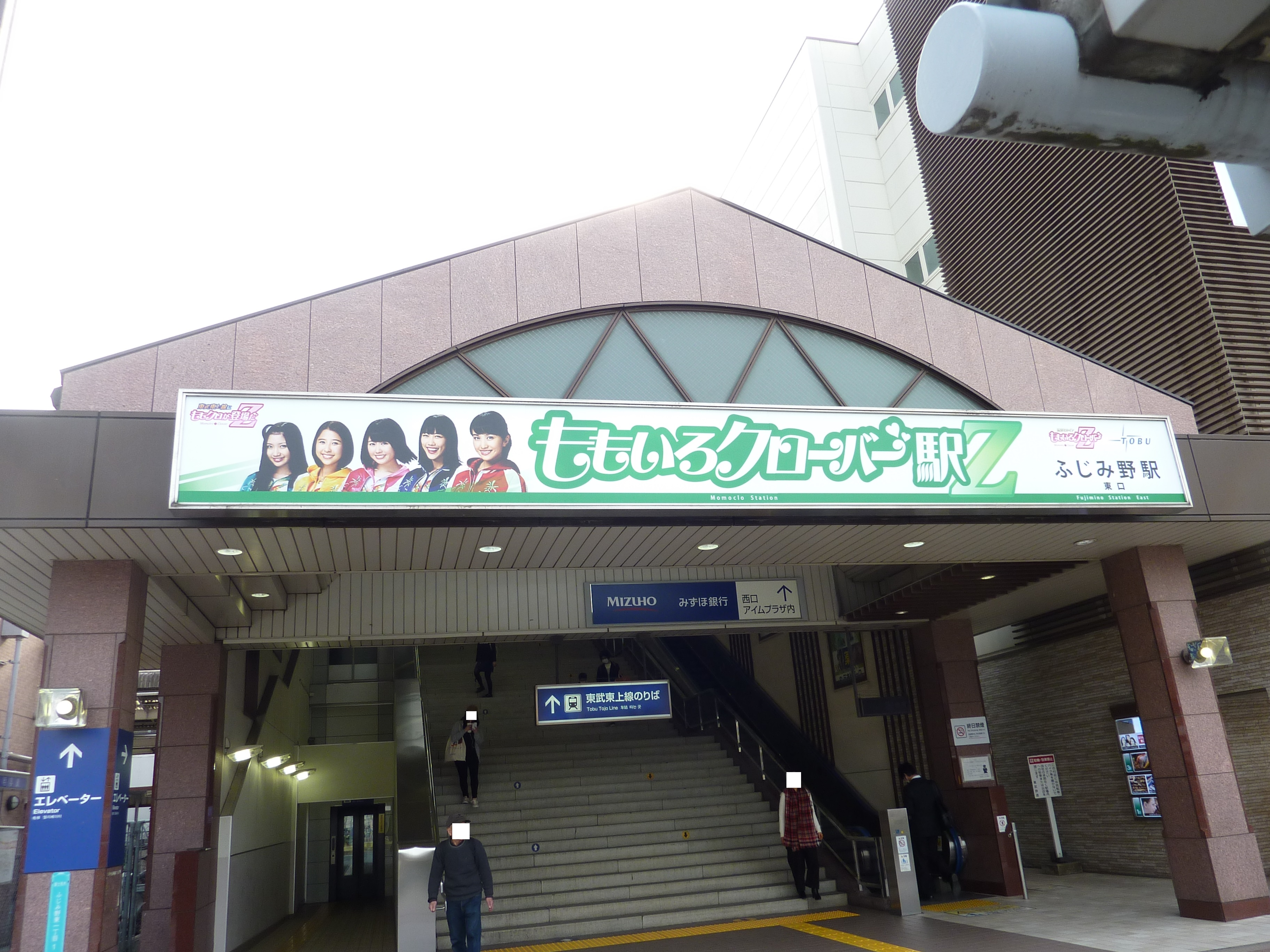
当ライブを記念し期間限定で変更中のふじみ野駅東口の駅名看板

- 2017年2月15日、有安杏果と高城れにがライブの説明を兼ね富士見市内の学校や施設を訪問[9]。
- 東武鉄道は2017年4月5日から同年5月7日まで、東上本線で「ももクロ号」（森林公園検修区所属50000系電車の前面部にメンバーの顔写真入りヘッドマークを掲出）5編成（51004F〜51008F）を運行した。メンバー画像のヘッドマークが森林公園・小川町方、共通の「Z」ロゴのヘッドマークが池袋方となっていた。なお、メンバー画像のヘッドマークの割り振りは、51004Fが有安杏果、51005Fが百田夏菜子、51006Fが佐々木彩夏、51007Fが玉井詩織、51008Fが高城れにとなっていた。また、シャトルバス発着駅及び有安杏果のかつての最寄り駅であるふじみ野駅は、東口の駅名を「ももいろクローバー駅Z」に期間限定で変更[10]。初日には有安が同駅の一日駅長を務めた[11]。
- このライブには栃木県那須郡那須町で雪崩に巻き込まれて死亡した男子高校生が、事故前に2人分の顔認証付きチケットを購入し、友人と2人で参加する予定だった。本来チケットは無効となるが、親族が主催者側に事情を伝えたところ、兄、友人、幼馴染（非モノノフ）ら計5人の代理参加が叶った。また、男子高校生の母親は「チケットを使えるよう匿名で情報を寄せてくれた人もいた」と話した[12]。
- 開催当日、会場周辺は交通規制が行われ、富士見市立富士見特別支援学校が駐輪場、富士見市立南畑小学校が本人確認エリア、富士見市立東中学校がてまきパーク及び駐輪場、埼玉県立富士見高等学校が入場待機エリアとなった[4]。会場 - ふじみ野駅・南与野駅間でシャトルバスが運行された[13]。
- 初日の8日から10日にかけて、会場からの音漏れに関する問い合わせが富士見市内外から寄せられ、中には東京都の練馬区、西東京市、及び東久留米市など会場から約20km離れた場所からの電話もあった[注釈 1]。富士見市は「売り上げが伸びた駅周辺飲食店などからの嬉しい悲鳴もあり、地域振興の点で成果もあった」などとして「良い面があったのも確かだ」としつつ、「どこまで音が広がるかという所に配慮が足りず申し訳ないことをした」と謝罪した[15][16]。
- 翌年1月21日、有安杏果がももいろクローバーZを卒業。富士見市は一大事会場となった富士見市第2運動公園で、卒業する有安に向けたビデオメッセージを撮影した。撮影では、富士見市長と平田オリザがコメントを述べ、集まった市民と共に応援メッセージを叫んだ[17]。

## ライブビューイング
9日の公演のライブビューイングが全国の映画館で行われた。
| 都道府県 | 市区郡     | 映画館名                             |
| -------- | ---------- | ------------------------------------ |
| 北海道   | 札幌市     | ディノスシネマズ札幌劇場             |
| 北海道   | 札幌市     | ユナイテッド・シネマ札幌             |
| 青森県   | 青森市     | 青森コロナシネマワールド             |
| 岩手県   | 盛岡市     | 盛岡中央映画劇場                     |
| 秋田県   | 秋田市     | TOHOシネマズ秋田                     |
| 宮城県   | 仙台市     | TOHOシネマズ仙台                     |
| 山形県   | 山形市     | ソラリス                             |
| 福島県   | 福島市     | フォーラム福島                       |
| 東京都   | 中央区     | TOHOシネマズ日本橋                   |
| 東京都   | 港区       | TOHOシネマズ六本木ヒルズ             |
| 東京都   | 豊島区     | 池袋HUMAXシネマズ                    |
| 東京都   | 品川区     | T・ジョイPRINCE品川                  |
| 東京都   | 世田谷区   | 109シネマズ二子玉川                  |
| 東京都   | 板橋区     | イオンシネマ板橋                     |
| 東京都   | 八王子市   | TOHOシネマズ南大沢                   |
| 神奈川県 | 横浜市     | 横浜ブルク13                         |
| 神奈川県 | 川崎市     | チネチッタ                           |
| 神奈川県 | 藤沢市     | 109シネマズ湘南                      |
| 神奈川県 | 海老名市   | TOHOシネマズ海老名                   |
| 千葉県   | 千葉市     | イオンシネマ幕張新都心               |
| 千葉県   | 流山市     | TOHOシネマズ流山おおたかの森         |
| 埼玉県   | さいたま市 | イオンシネマ浦和美園                 |
| 埼玉県   | 富士見市   | TOHOシネマズららぽーと富士見         |
| 茨城県   | 水戸市     | シネプレックス水戸                   |
| 栃木県   | 宇都宮市   | TOHOシネマズ宇都宮                   |
| 群馬県   | 高崎市     | イオンシネマ高崎                     |
| 新潟県   | 新潟市     | T・ジョイ新潟万代                    |
| 長野県   | 上田市     | TOHOシネマズ上田                     |
| 静岡県   | 静岡市     | 静岡東宝会館                         |
| 静岡県   | 浜松市     | TOHOシネマズサンストリート浜北       |
| 愛知県   | 名古屋市   | 109シネマズ名古屋                    |
| 愛知県   | 名古屋市   | TOHOシネマズ名古屋ベイシティ         |
| 愛知県   | 名古屋市   | イオンシネマ名古屋茶屋               |
| 愛知県   | 安城市     | 安城コロナシネマワールド             |
| 岐阜県   | 本巣市     | TOHOシネマズモレラ岐阜               |
| 富山県   | 富山市     | TOHOシネマズファボーレ富山           |
| 石川県   | 金沢市     | 金沢コロナシネマワールド             |
| 大阪府   | 大阪市     | 梅田ブルク7                          |
| 大阪府   | 大阪市     | TOHOシネマズなんば                   |
| 京都府   | 京都市     | T・ジョイ京都                        |
| 京都府   | 京都市     | MOVIX京都                            |
| 兵庫県   | 神戸市     | 109シネマズHAT神戸                   |
| 兵庫県   | 姫路市     | アースシネマズ姫路                   |
| 滋賀県   | 草津市     | イオンシネマ草津                     |
| 和歌山県 | 和歌山市   | イオンシネマ和歌山                   |
| 岡山県   | 岡山市     | イオンシネマ岡山                     |
| 広島県   | 安芸郡     | 広島バルト11                         |
| 島根県   | 出雲市     | T・ジョイ出雲                        |
| 愛媛県   | 今治市     | イオンシネマ今治新都市               |
| 高知県   | 高知市     | TOHOシネマズ高知                     |
| 福岡県   | 福岡市     | ユナイテッド・シネマキャナルシティ13 |
| 福岡県   | 糟屋郡     | イオンシネマ福岡                     |
| 福岡県   | 北九州市   | T・ジョイリバーウォーク北九州        |
| 大分県   | 大分市     | TOHOシネマズアミュプラザおおいた     |
| 熊本県   | 熊本市     | ユナイテッド・シネマ熊本             |
| 鹿児島県 | 鹿児島市   | 鹿児島ミッテ10                       |
| 沖縄県   | 那覇市     | シネマQ                              |